# Магнус III Мекленбургский
Магнус III Мекленбургский (нем. Magnus III. von Mecklenburg; 4 июля 1509, Штаргард — 28 января 1550, Бютцов) — герцог Мекленбург-Шверина, с 1516 года князь-епископ Шверина и с 1532 года администратор Шверинского княжества-епископства.

## Биография
Магнус — старший сын герцога Генриха V Мекленбургского. Поскольку он умер раньше своего отца, он не правил в Мекленбурге. 
21 июля 1516 года, то есть будучи ещё малолетним, Магнус был избран князем-епископом Шверина. До своей конфирмации в 1532 году вопросами управления занимался пастор Шверинского собора Генрих Банцков. Благодаря вводу в Мекленбурге Реформации Магнус стал с 16 сентября 1532 года администратором Шверинского епископства. 
26 августа 1543 года он женился на Елизавете Датской, дочери короля Дании Фредерика I. Свадьба проходила в Кильском дворце. Детей у Магнуса и Елизаветы не было. 
Магнус умер в Бютцове и был похоронен в церкви Доберанского монастыря. Преемником Магнуса III на должности епископа Шверина стал его двоюродный брат Ульрих Мекленбургский.